# Sebastián Beltrame
Sebastián Beltrame (* 19. Juni 1983 in Ushuaia) ist ein ehemaliger argentinischer Biathlet.

## Karriere
Sebastián Beltrame gehörte ab 2003 zum argentinischen Nationalkader. Sein internationales Debüt gab er im Dezember 2003 bei einem Sprintrennen im Europacup. Erste internationale Meisterschaften wurden die Juniorenweltmeisterschaften 2004. Nachdem er im Januar 2005 sein Debüt im Biathlon-Weltcup gab, durfte der Argentinier auch bei den Weltmeisterschaften der Senioren teilnehmen, trat aber im Sprint nicht an. Seine beste Platzierung im Weltcup wurde ein 77. Platz im Sprint beim Weltcup 2005/2006 in Antholz. Beltrames Karrierehöhepunkt wurden schließlich die Olympischen Winterspiele 2006, in Turin belegte er den 84. Platz im Einzel und wurde 86. im Sprint. Bei seinen zweiten Weltmeisterschaften, 2007 in Antholz, trat er an und belegte den 81. Platz im Einzel sowie Rang 85 im Sprint. Sein letztes internationales Rennen bestritt Beltrame im Januar 2008 in Ruhpolding, als er im Sprint 92. wurde. Seitdem trat der Argentinier nicht mehr in Erscheinung.

## Statistiken

### Weltcupplatzierungen
Die Tabelle zeigt alle Platzierungen (je nach Austragungsjahr einschließlich Olympische Spiele und Weltmeisterschaften).
- 1.–3. Platz: Anzahl der Podiumsplatzierungen
- Top 10: Anzahl der Platzierungen unter den ersten zehn (einschließlich Podium)
- Punkteränge: Anzahl der Platzierungen innerhalb der Punkteränge (einschließlich Podium und Top 10)
- Starts: Anzahl gelaufener Rennen in der jeweiligen Disziplin

| Platzierung         | Einzel | Sprint | Verfolgung | Massenstart | Staffel | Gesamt |
| ------------------- | ------ | ------ | ---------- | ----------- | ------- | ------ |
| 1. Platz            |        |        |            |             |         |        |
| 2. Platz            |        |        |            |             |         |        |
| 3. Platz            |        |        |            |             |         |        |
| Top 10              |        |        |            |             |         |        |
| Punkteränge         |        |        |            |             |         |        |
| Starts              | 3      | 11     |            |             |         | 14     |
| Stand: Karriereende |        |        |            |             |         |        |

### Olympische Winterspiele
Ergebnisse bei Olympischen Winterspielen:
|                                       | Einzelwettbewerbe | Einzelwettbewerbe | Einzelwettbewerbe | Einzelwettbewerbe | Staffelwettbewerbe |
| Einzel                                | Sprint            | Verfolgung        | Massenstart       | Herrenstaffel     |                    |
| ------------------------------------- | ----------------- | ----------------- | ----------------- | ----------------- | ------------------ |
| Olympische Winterspiele 2006 \| Turin | 84.               | 86.               | –                 | –                 | –                  |

### Biathlon-Weltmeisterschaften
Ergebnisse bei den Weltmeisterschaften:
| Weltmeisterschaften | Weltmeisterschaften | Einzelwettbewerbe | Einzelwettbewerbe | Einzelwettbewerbe | Einzelwettbewerbe | Staffelwettbewerbe | Staffelwettbewerbe |
| Jahr                | Ort                 | Einzel            | Sprint            | Verfolgung        | Massenstart       | Herrenstaffel      | Mixedstaffel       |
| ------------------- | ------------------- | ----------------- | ----------------- | ----------------- | ----------------- | ------------------ | ------------------ |
| 2005                | Hochfilzen          | –                 | DNS               | –                 | –                 | –                  | –                  |
| 2007                | Antholz             | 81.               | 85.               | –                 | –                 | –                  | –                  |

### Juniorenweltmeisterschaften
Ergebnisse bei den Juniorenweltmeisterschaften:
| Weltmeisterschaften | Weltmeisterschaften | Einzel | Sprint | Verfolgung | Staffel |
| Jahr                | Ort                 | Einzel | Sprint | Verfolgung | Staffel |
| ------------------- | ------------------- | ------ | ------ | ---------- | ------- |
| 2004                | Haute-Maurienne     | 60.    | 65.    | –          | –       |